# Julio César Yegros
Julio César Yegros Torres (* 31. Januar 1971 in Luque) ist ein ehemaliger paraguayischer Fußballspieler auf der Position eines Stürmers.

## Laufbahn

### Vereine
Yegros begann seine Profikarriere bei seinem Heimatverein Sportivo Luqueño, bei dem er von 1990 bis 1993 unter Vertrag stand. Dazwischen hatte er (1992/93) seine erste Auslandsstation beim argentinischen Verein Deportivo Mandiyú. 1994 verbrachte er beim paraguayischen Spitzenklub Cerro Porteño, mit dem er die paraguayische Fußballmeisterschaft gewann. Nach einer weiteren Auslandsstation beim kolumbianischen Verein Deportes Tolima kam Yegros während der Saison 1995/96 nach Mexiko, wo er bis zum Sommer 2000 weitgehend beim Hauptstadtverein CD Cruz Azul unter Vertrag stand. Mit den Cementeros gewann er 1997 je einmal die mexikanische Fußballmeisterschaft und den Pokalwettbewerb sowie 1996 und 1997 zweimal in Folge den CONCACAF Champions’ Cup. Dazwischen spielte er auf Leihbasis für den mexikanischen Verein Tecos UAG sowie den erfolgreichsten Verein seiner Heimat, Olimpia Asunción, mit dem er 1999 ein weiteres Mal paraguayischer Fußballmeister wurde.
Im Sommer 2000 wechselte er zum Stadtrivalen UNAM Pumas, mit dem der Clásico Chilango ausgetragen wird. Seine weiteren Stationen in Mexiko waren der CF Monterrey, die Jaguares Chiapas, der Club León, der Querétaro FC, die Cajeteros Celaya und die Lagartos de Tabasco. In den Jahren 2007/08 beendete Yegros seine aktive Laufbahn bei seinem Heimatverein Club General Díaz.

### Nationalmannschaft
Zwischen 1991 und 2000 kam Yegros zu insgesamt 15 Länderspieleinsätzen für die paraguayische Nationalmannschaft. Höhepunkt seiner Länderspiellaufbahn war die Teilnahme an der Fußball-Weltmeisterschaft 1998 in Frankreich, bei der er in allen vier Spielen der Albirroja zum Einsatz gekommen war. 

## Erfolge
- Paraguayischer Meister: 1994 und 1999
- Mexikanischer Meister: Winter 1997
- Mexikanischer Pokalsieger: 1996/97
- CONCACAF Champions’ Cup: 1996 und 1997